# Bolgenach (rivière)
La Bolgenach est une rivière allemande puis autrichienne d'une longueur de 29 km qui coule en Bavière puis au Vorarlberg. Elle est un affluent de la Weißach et donc un sous-affluent du Rhin.